# Huttové
Huttové jsou fiktivní rasa ze Star Wars. Huttové jsou velcí tvorové podobní plžům, dožívající se věku od 350 do 1000 let. Jejich váha v dospělosti činí 1000kg. Pod silnou tukovou vrstvou se skrývá vyvinuté svalstvo, což Huttům umožňuje rychlý pohyb. Jsou to velmi panovační tvorové a považují se za nejlepší druh v Galaxii. Huttové jsou známí především jako gangsteři. Mezi nejznámější Hutty patří Jabba Hutt.

## Původ
Huttové pocházeli z lesní planety Varl. Planeta obíhala okolo dvojhvězdy Evona a Ardos, které Huttové uctívali jako bohy. Podle legendy byla Evona pohlcena černou dírou a Ardos se zhroutil do sebe pro ztrátu sesterské hvězdy. Vzhledem k tomu, že Huttové přežili smrt svých bohů, věří, že se sami stali bohy, z čehož vyplývá jejich egocentrismus. Po zpustošení planety Varl se Huttové odstěhovali na planetu zvanou Evocar, kde vysídlili původní klidné domorodce. Huttové přejmenovali svou novou planetu na Nal Hutta. Nal Hutta je hlavním sídlem Huttů. Primární měsíc Nal Hutta je Nar Shaddaa.

## Fyziologie
Dospělí Huttové jsou podobní extrémně velkým plžům nebo slimákům dosahující váhy až tisíce kilogramů. Mají silné paže, ale zadní končetiny zcela chybí. Huttové jsou dlouhověcí, dožívají se až tisíce let. Množí se asexuálně. Padesát let roste mladý Hutt do plného rozvinu a zcela dospělým se stává, když dosáhne věku 130 let. Ačkoli společnost je tradičně mužská, všichni členové tohoto druhu jsou hermafrodité. Osobnost a role pohlaví jsou považovány za dobrovolné.

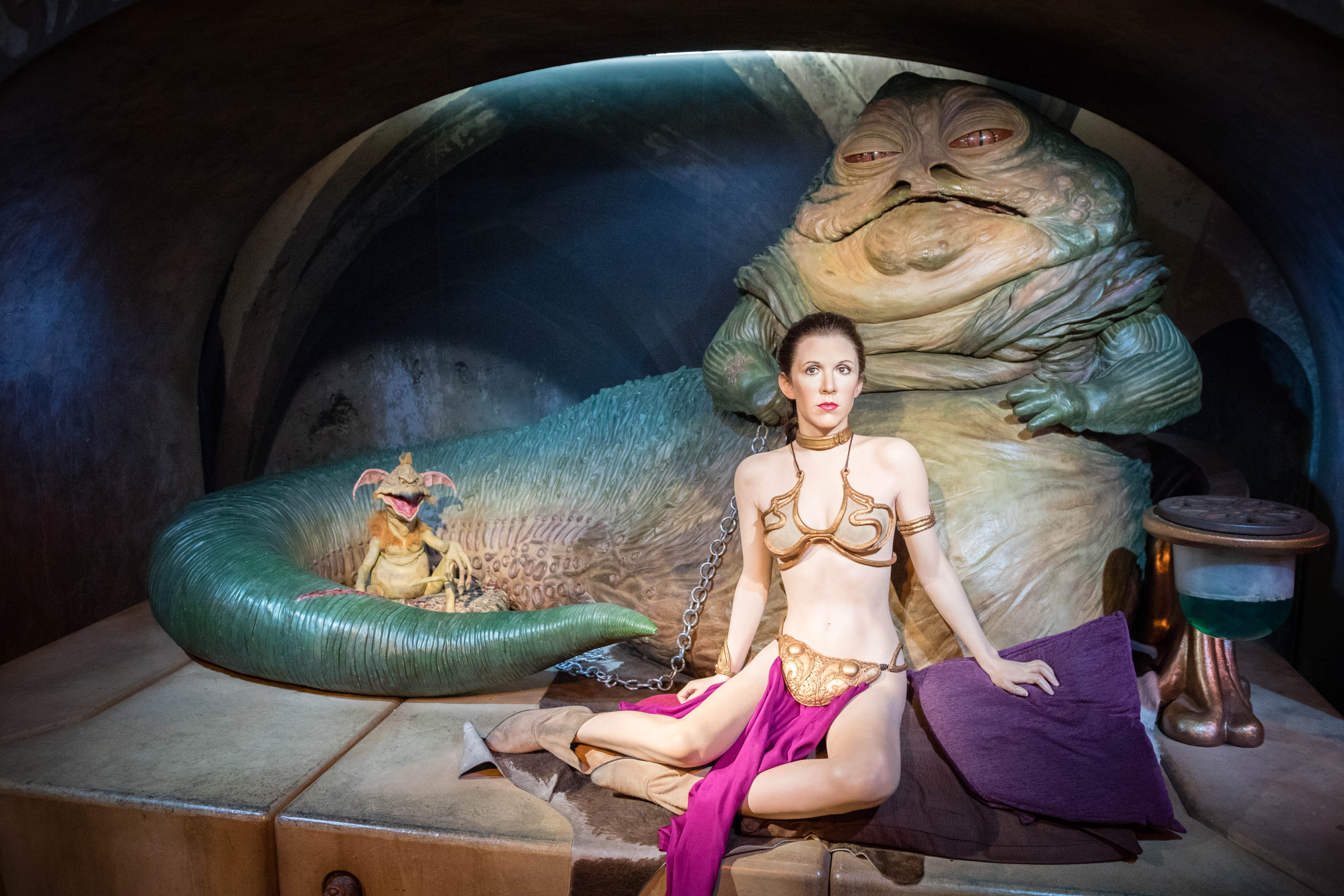
Jabba Hutt a Princezna Leia ve filmu Star Wars: epizoda VI

Kůže Huttů je velmi silná a v kombinaci s jejich zdvojenými orgány a tuhým masem mohou Huttové přežít i přímé zásahy blasterem. Jejich maso je nepoživatelné téměř všemi formami života. Jsou schopni vidět ultrafialové a infračervené části elektromagnetického spektra.

## Společnost
Huttská společnost je na planetě Nal Hutta složená převážně z klanů. Mnoho Huttů opouští svůj domovský svět, aby založili svá vlastní společenství, avšak pod kontrolou klanu. Huttové si velice váží vlastní rodiny.